# امامزاده یونس
امامزاده یونس مربوط به اواخر قرن ۹ ه.ق است و در شهرستان ساوه، روستای مرق واقع شده و این اثر در تاریخ ۱۴ مهر ۱۳۵۴ با شمارهٔ ثبت ۱۱۸۳ به‌عنوان یکی از آثار ملی ایران به ثبت رسیده‌است.
۱۲ چنار واقع در ورودی این امامزاده به زیبائیهای طبیعی این بارگاه افزوده‌است.